# Otro Rollo
Otro Rollo (volledig: Otro rollo con: Adal Ramones) was een Mexicaans televisieprogramma dat live werd uitgezonden door Televisa, een televisienetwerk uit Mexico. Otro Rollo valt onder het genre variétéshow. Het programma is gepresenteerd door verschillende mensen tussen 13 mei 1995 en 9 mei 2007. Adal Ramones was, met zijn karakteristieke pet, de hoofdpresentator. De show, die altijd op de dinsdagavond werd uitgezonden, had geen vaste speelduur. Sommige shows duurden zelfs meer dan 4 uur.
Otro Rollo is uitgezonden door verschillende Mexicaanse televisiezenders: Telecanal de Puebla, XEQ-TV, XHGC-TV en Unicable. Het programma werd op een gegeven moment ook uitgezonden in de Verenigde Staten door Univision. Otro Rollo begon doorgaans met een openingsmonoloog, waarna het gevolgd werd door sketches, interviews met bekende sterren, en live optredens van artiesten.

## Bekende gasten
Door de jaren heen zijn veel bekende Spaanstalige en Amerikaanse persoonlijkheden te gast geweest bij presentator Adal Ramones. Amerikaanse gasten kregen een oordopje, waarmee ze de Engelse vertaling van de presentator te horen kregen. De gasten konden gewoon in het Engels praten (de gast werd live getolkt), maar het werd, zeker door het publiek, zeer op prijs gesteld als men het toch in het Spaans probeerde. De aflevering met Will Smith is hier een voorbeeld van.
Enkele bekende gastoptredens in Otro Rollo:
- *NSYNC
- Christina Aguilera
- David Bisbal
- Backstreet Boys
- Felipe Calderón
- Vicente Fox
- Salma Hayek
- Elton John
- Bon Jovi
- Jorge Kahwagi
- Kalimba

- Maná
- Ricky Martin
- Alanis Morissette
- Laura Pausini
- RBD
- Rob Schneider
- Shakira
- Will Smith
- Britney Spears
- Thalía
- Julieta Venegas